# Vindikationsrätt
Vindikationsrätt är en term som innebär att man har rätt att återkräva egendom från orätt innehavare. I de flesta rättssystem har detta förekommit, såväl i det Romerska riket som i germanska samhällen, även om den var mer begränsad i det germanska rättssystemet.

## Godtrosförvärvslagen
I Sverige regleras vindikationsrätten i lagen (1986:796) om godtrosförvärv av lösöre. Där stadgas exempelvis att den som får sin egendom stulen har rätt att återkräva egendomen från den som nu har egendomen i sin besittning. Om egendomen har frånhänts den rättmätige ägaren på annat sätt än genom ett olovligt tagande, t.ex. om någon lånar en bil från sin kompis och säljer denna, har den rättmätige ägaren istället rätt att få tillbaka sin egendom mot en lösensumma.